# Prodotia
Prodotia is een geslacht van weekdieren uit de klasse van de Gastropoda (slakken).

## Soorten
- Prodotia castanea (Melvill, 1912)
- Prodotia crocata (Reeve, 1846)
- Prodotia iostoma (Gray, 1834)
- Prodotia lannumi (Schwengel, 1950)
- Prodotia naevosa (Martens, 1880)
- Prodotia shepstonensis (Tomlin, 1926)
- Prodotia townsendi (Melvill, 1918)